# Diphucephala hopei
Diphucephala hopei är en skalbaggsart som beskrevs av Waterhouse 1837. Diphucephala hopei ingår i släktet Diphucephala och familjen Melolonthidae. Inga underarter finns listade i Catalogue of Life.